# Freikörperkultur

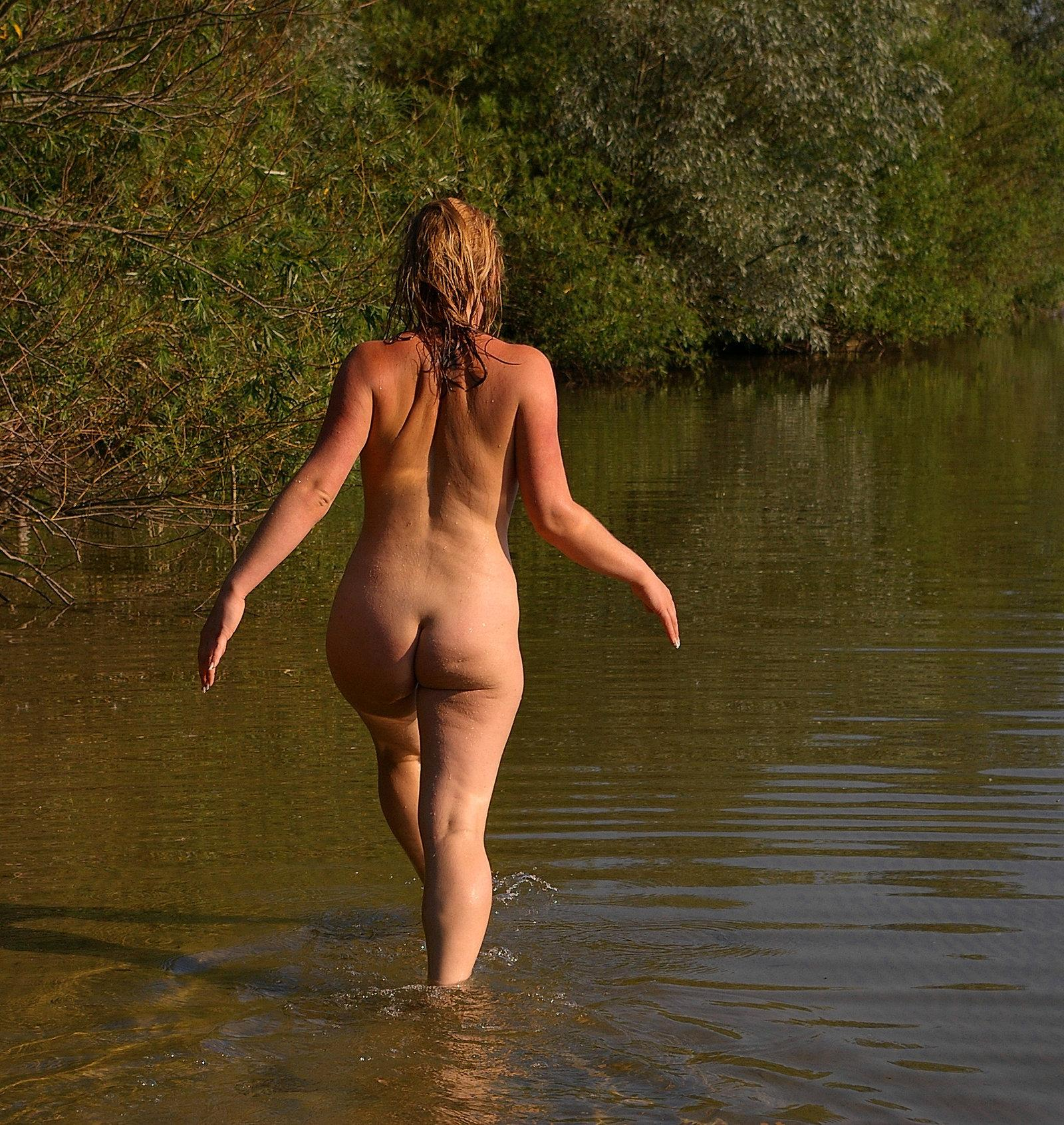
Một phụ nữ đang khỏa thân lội hồ ở Đức

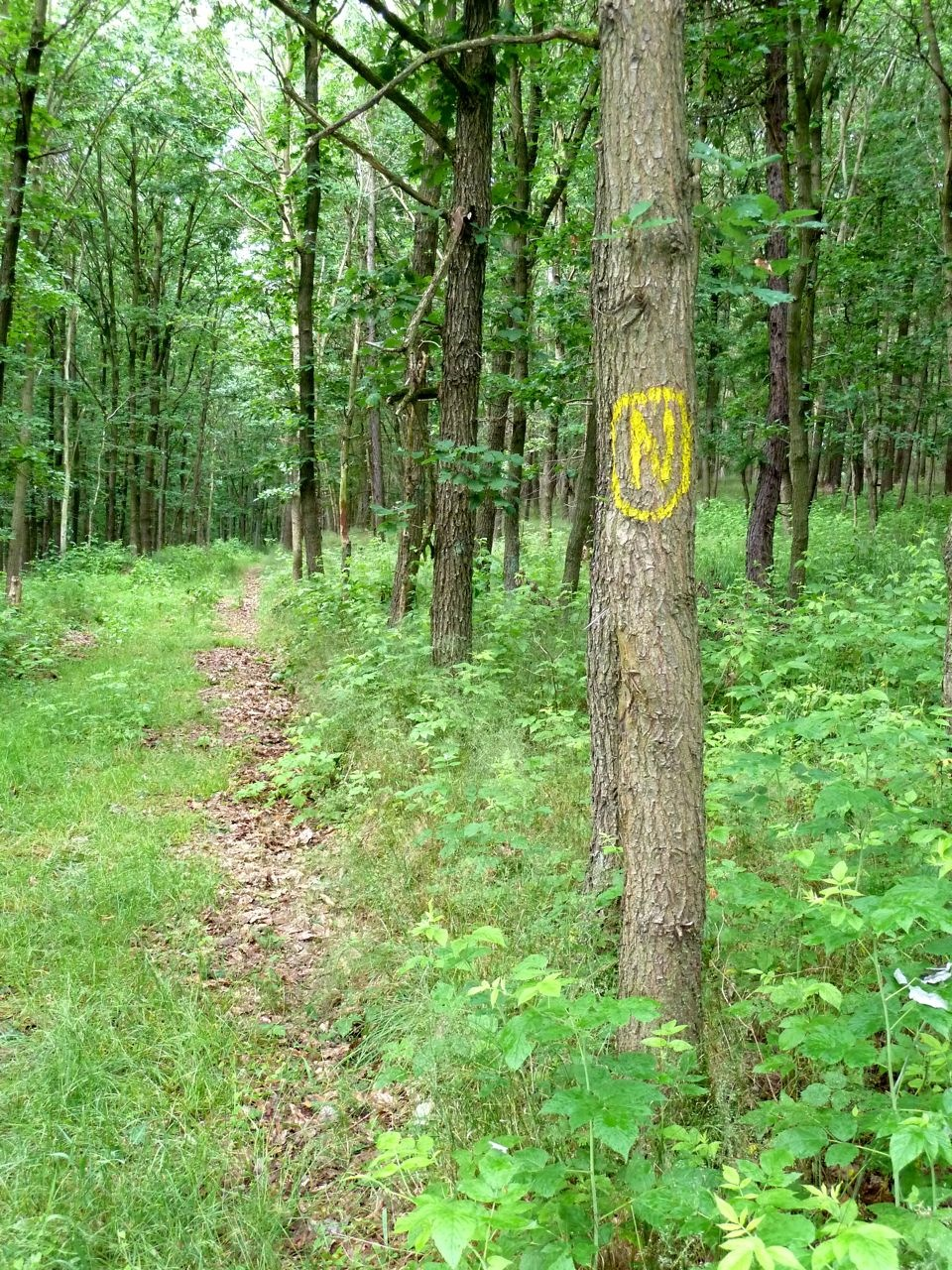
Một khu rừng được đánh dấu "N"

Freikörperkultur (FKK) là một nền văn hóa xã hội và quan niệm sức khỏe bắt nguồn từ Đế quốc Đức, sự khởi đầu của Freikörperkultur là một phần lịch sử của phong trào xã hội Lebensreform vào cuối thế kỷ XIX. Thuật ngữ Freikörperkultur có nghĩa là văn hóa tự do thân thể, bao gồm sự kết nối các khía cạnh sức khỏe của việc khỏa thân phơi nắng, hưởng không khí và ánh nắng mặt trời, phong trào này diễn ra với ý định cải cách cuộc sống và xã hội. Nó giống một phần với văn hóa khỏa thân, chủ nghĩa trần trụi và chủ nghĩa khỏa thân theo nghĩa khỏa thân bình thường của mọi người và gia đình trong thời gian rảnh rỗi, trong hoạt động thể thao và cuộc sống hàng ngày.
Đến thế kỷ XX, văn hóa khỏa thân ngoài trời công cộng thì "ở ngoài trời thật tuyệt vời" và những lợi ích của nó đối với sức khỏe cộng đồng đã nở rộ ở Đức như một giải pháp thay thế cho những căng thẳng và lo lắng của cuộc sống đô thị, và áp lực của xã hội công nghiệp hóa. Ngày nay, chỉ có một số hạn chế pháp lý đối với việc khỏa thân nơi công cộng ở Đức. Theo thuật ngữ "chủ nghĩa tự nhiên" (Naturism) và "chủ nghĩa khỏa thân" (Nudism) hiện nay nó đã lan rộng trên toàn thế giới, với các hiệp hội và môi trường giải trí công cộng được chỉ định ở nhiều quốc gia ở châu Âu, Bắc Mỹ và Nam Mỹ, châu Úc, châu Phi, châu Á và Caribe nơi diễn ra phong trào này quy mô nhất vẫn được ghi nhận ở khu vực các nước nói tiếng Đức và Scandinavia.
Văn hóa khỏa thân đã tồn tại lâu đời ở Đức như đó là một nét văn hóa tiêu biểu của người Đức. Từ cuối thế kỷ XIX, rất nhiều người dân nước này tin rằng không mặc quần áo cho dù là đồ lót, khi bơi lội sẽ có lợi cho sức khỏe. Tổ chức về FKK đầu tiên ở Đức được thành lập năm 1898, hướng tới việc chăm sóc và cải thiện sức khỏe. Sau đó văn hoá này nhanh chóng phổ biến ở các vùng lân cận Berlin, vùng biển Bắc và biển Baltic. Ngày nay du khách được phép để mình trần tại nhiều khu vực tắm suối khoáng, xông hơi hay trung tâm chăm sóc sức khỏe cũng như bãi biển nơi mọi người với mọi vóc dáng đều cảm thấy thoải mái khi trút bỏ trang phục nhưng không hề liên quan đến tình dục và cũng không hướng đến vẻ ngoài, văn hóa khỏa thân có ý nghĩa hoàn toàn trái ngược với những quảng cáo khiêu dâm hay quan điểm chung của xã hội khác mà với nhiều nơi khác nếu ai đó được trông thấy đang khỏa thân ở nơi công cộng, họ có thể bị coi như một kẻ trụy lạc. Xu hướng mang tính tự nhiên này mang thông điệp rằng con người hãy tự tin với cơ thể của mình, mọi người đều bình đẳng.